# Перегони по колу
«Перегони по колу» (англ. Across the Tracks) — американський драматичний фільм 1990 року про легку атлетику режисера і сценариста Сенді Тунг. У головних ролях: Рікі Шредер та Бред Пітт.

## Сюжет
Джо Мелоуні (Бред Пітт) — студент-відмінник, який бореться за спортивну стипендію в Стенфордському університеті. Він живе зі своєю матір'ю (Керрі Снодгресс) у трейлерному парку в Гардені, штат Каліфорнія. Його плани на майбутнє руйнуються, коли його проблемний молодший брат Біллі (Рікі Шредер) звільняється з колонії для неповнолітніх після арешту за викрадення автомобіля і приїжджає жити до них додому.

## Акторський склад
| Актор                | Роль            |
| -------------------- | --------------- |
| Рікі Шредер          | Біллі Мелоуні   |
| Бред Пітт            | Джо Мелоуні     |
| Керрі Снодгресс      | Розмарі Мелоуні |
| Девід Ентоні Маршалл | Луї             |
| Томас Мікал Форд     | тренер Волш     |
| Джек МакГі           | Френк           |
| Джеймі П. Гомес      | Боббі           |

## Випуск
Прем'єра фільму відбулася 28 квітня 1990 року у США на Міжнародному кінофестивалі WorldFest-Huston. Фільм вийшов у кінотеатральний прокат 15 лютого 1991 року у США.